# گل‌آلودها
گِل‌آلودها (نام علمی: Panopeus) نام سرده‌ای از خانواده خرچنگ‌های گل‌آلود است.